# Chlorochaeta coryphata
Chlorochaeta coryphata là một loài bướm đêm trong họ Geometridae.